# Благодатне (Приморський край)
Благодатне (рос. Благодатное) — село в Хорольському районі Приморського краю Росії. Входить до складу Благодатненського сільського поселення і є його адміністративним центром.

## Населення
Чисельність населення за роками:
| 2002 | 2010 |
| ---- | ---- |
| 914  | 763  |

За даними перепису населення 2010 року на території села проживало 763 особи. Частка чоловіків у населенні складала 48,9% або 373 особи, жінок — 51,1% або 390 осіб. Національний склад станом на 2002 рік: росіяни — 78,2% або 715 осіб, українці — 12,5% або 114 осіб.